# Bill Toomey
William Anthony (Bill) Toomey (Philadelphia, 10 januari 1939) is een voormalige Amerikaans atleet, die zich had gespecialiseerd in de meerkamp.

## Loopbaan
Toomey won de gouden medaille op de tienkamp tijdens de Pan-Amerikaanse Spelen 1967 in het Canadese Winnipeg. Een jaar later tijdens de Olympische Spelen van 1968 in Mexico-stad won Toomey de gouden medaille op de tienkamp in een olympisch record. In december 1969 vestigde Toomey een wereldrecord op de tienkamp met 8309 punten. Dit record werd op de Olympische Spelen van 1972 verbroken door de Sovjet-atleet Nikolaj Avilov.
Toomey is gedurende 22 jaar getrouwd geweest met de Britse olympisch kampioen verspringen Mary Rand. Samen hebben zij twee dochters.

## Persoonlijke records
| Onderdeel            | Prestatie | Datum |
| -------------------- | --------- | ----- |
| 100 m                | 10,3      | 1966  |
| 200 m                | 21,2      | 1966  |
| 400 m                | 45,6      | 1968  |
| 1500 m               | 4.12,7    | 1964  |
| 110 m horden         | 14,2      | 1969  |
| 400 m horden         | 51,7      | 1961  |
| hoogspringen         | 2,00 m    | 1969  |
| polsstokhoogspringen | 4,27 m    | 1969  |
| verspringen          | 7,93 m    | 1969  |
| kogelstoten          | 14,38 m   | 1969  |
| discuswerpen         | 46,99 m   | 1969  |
| speerwerpen          | 68,78 m   | 1969  |
| tienkamp             | 8309 p    | 1969  |

## Belangrijkste prestaties

### Tienkamp
| Jaar | Wedstrijd | Plaats | Punten  |
| ---- | --------- | ------ | ------- |
| 1967 | PAS       | Goud   | 8044    |
| 1968 | OS        | Goud   | 8193 OR |

1904: Tom Kiely ·
1912: Jim Thorpe ·
1920: Helge Løvland ·
1924: Harold Osborn ·
1928: Paavo Yrjölä ·
1932: James Bausch ·
1936: Glenn Morris ·
1948: Bob Mathias ·
1952: Bob Mathias ·
1956: Milt Campbell ·
1960: Rafer Johnson ·
1964: Willi Holdorf ·
1968: Bill Toomey ·
1972: Nikolaj Avilov ·
1976: Bruce Jenner ·
1980: Daley Thompson ·
1984: Daley Thompson ·
1988: Christian Schenk ·
1992: Robert Změlík ·
1996: Dan O'Brien ·
2000: Erki Nool ·
2004: Roman Šebrle ·
2008: Bryan Clay ·
2012: Ashton Eaton ·
2016: Ashton Eaton ·
2020: Damian Warner ·
2024: Markus Rooth